# 華藏世界傳播公司
華藏世界傳播股份有限公司（英語：Hwazan Satellite TV，簡稱：HZTV），是西元2001年淨空法師向陳彩瓊提出成立電視台的計劃，當時淨空和尚和陳彩瓊兩個人都在美國，2002年向行政院新聞局申請衛星電視台的成立，於是在2003年元月華藏衛星電視台（Hwazan Satellite TV，簡稱HZTV）正式在台灣台北市開播。

## 節目
- 淨土大經解演義
- 淨土大經科註
- 金剛經
- 無量壽經
- 華嚴經
- 修華嚴奧旨妄盡還源觀
- 傳統文化
- 學佛答問
- 地藏經
- 讀經百萬部
- 念佛

## 外部連結
- 華藏衛星電視台官網 （页面存档备份，存于）
- 華藏衛視之友的Facebook專頁
- YouTube上的華藏衛視頻道